# Gillie Alldis
Gilbert John Alldis (26 tháng 1 năm 1920 – 1998) là một cầu thủ bóng đá thi đấu ở vị trí wing half cho Tranmere Rovers, New Brighton, Prescot Cables và Bangor City.